# Monte Bardia
Il monte Bardia (881 m s.l.m.) è un massiccio di natura calcarea ubicato sulla costa centro-orientale della Sardegna, all'interno del territorio del comune di Dorgali. 
Ai suoi piedi si stende l'abitato di Dorgali, che viene così separato dal litorale del golfo di Orosei e dalla sua frazione Cala Gonone. Due gallerie attraversano monte Bardia assicurando il collegamento tra i due centri abitati.

## Altri progetti

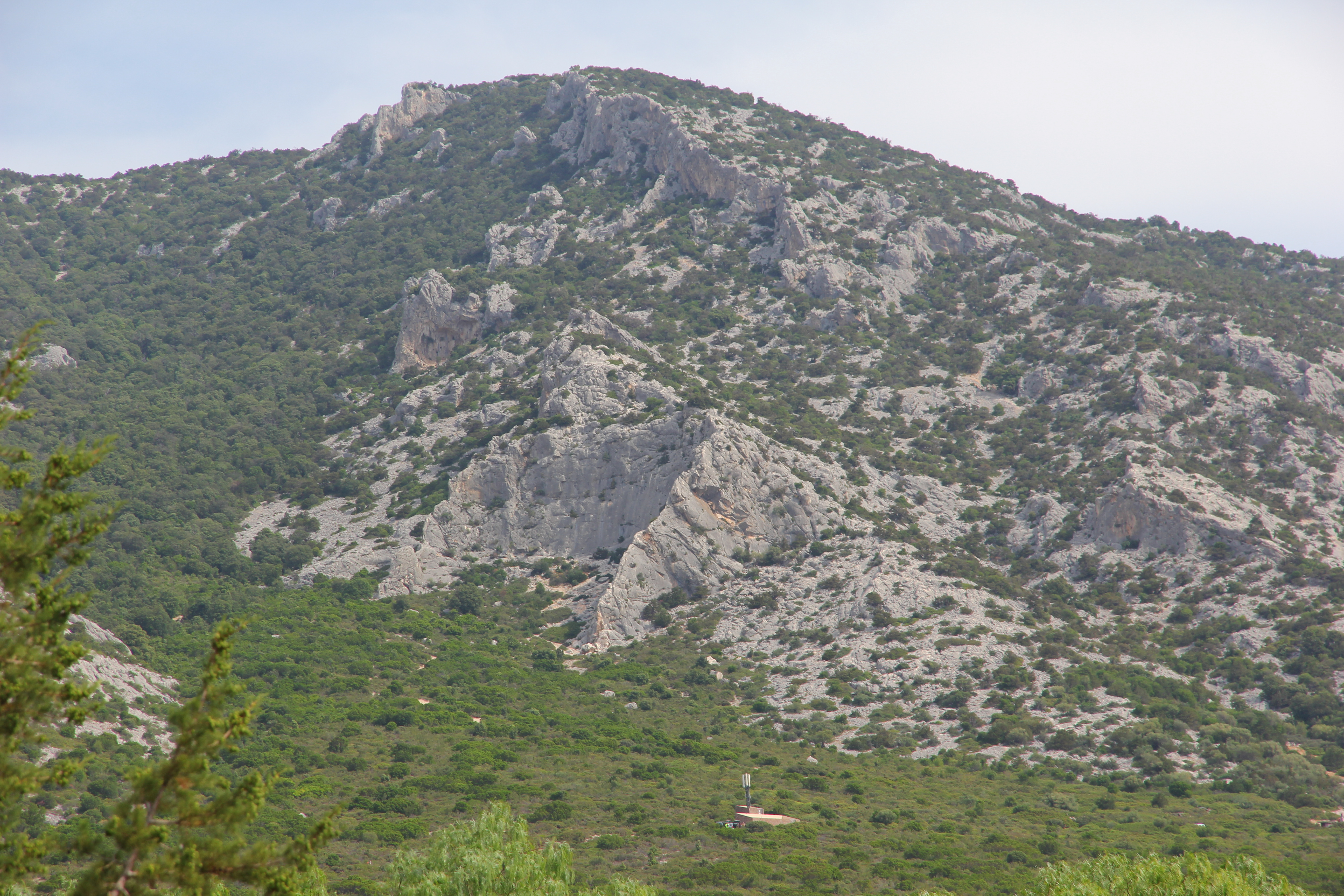
Il monte visto da Cala Gonone

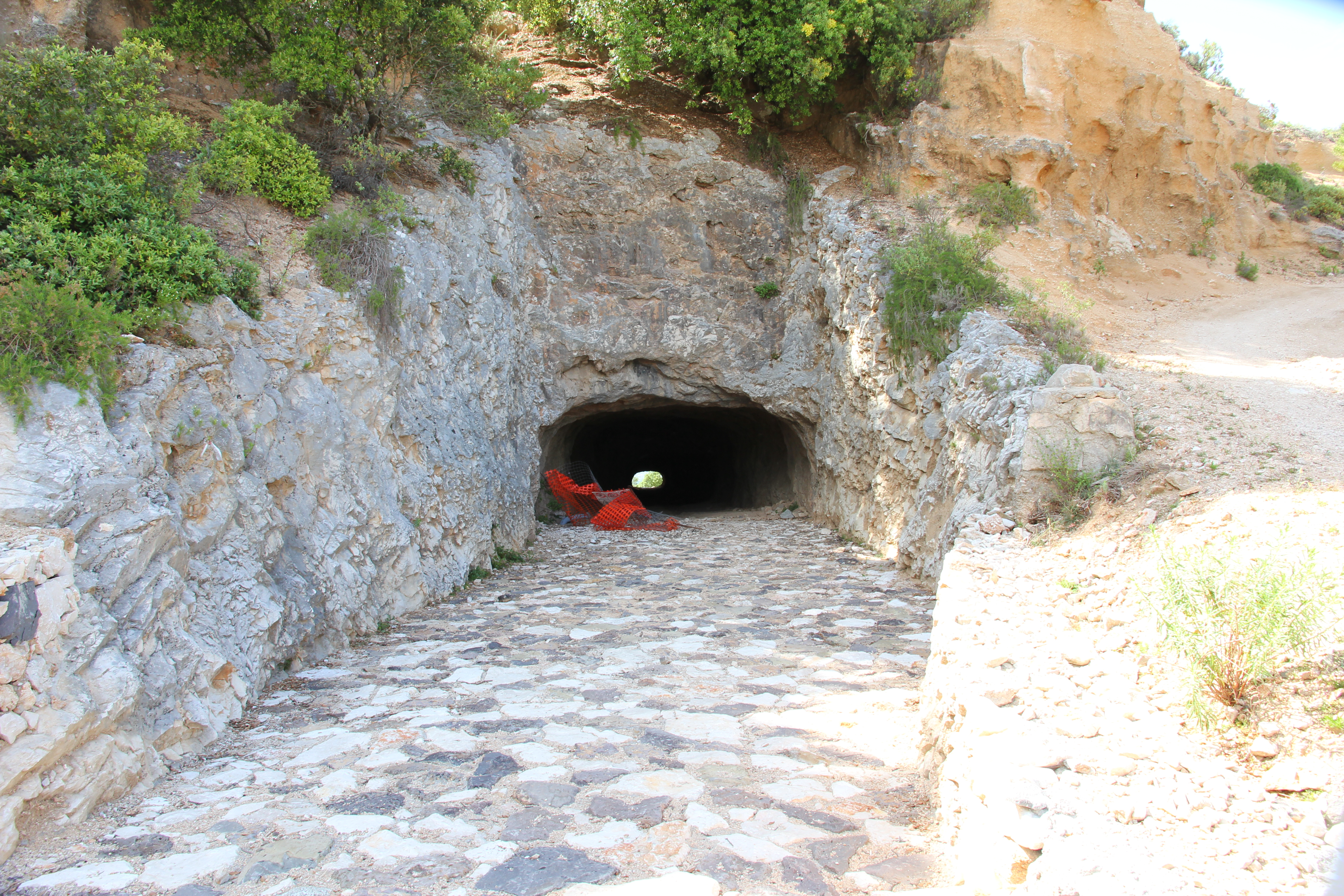
La galleria della vecchia strada Dorgali-Cala Gonone